# Territorio de Idaho

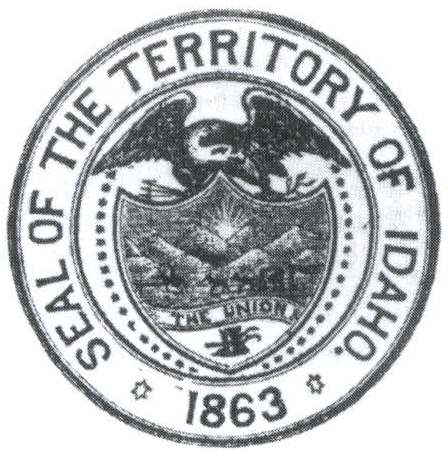
Sello del territorio de Idaho (1863-1866).

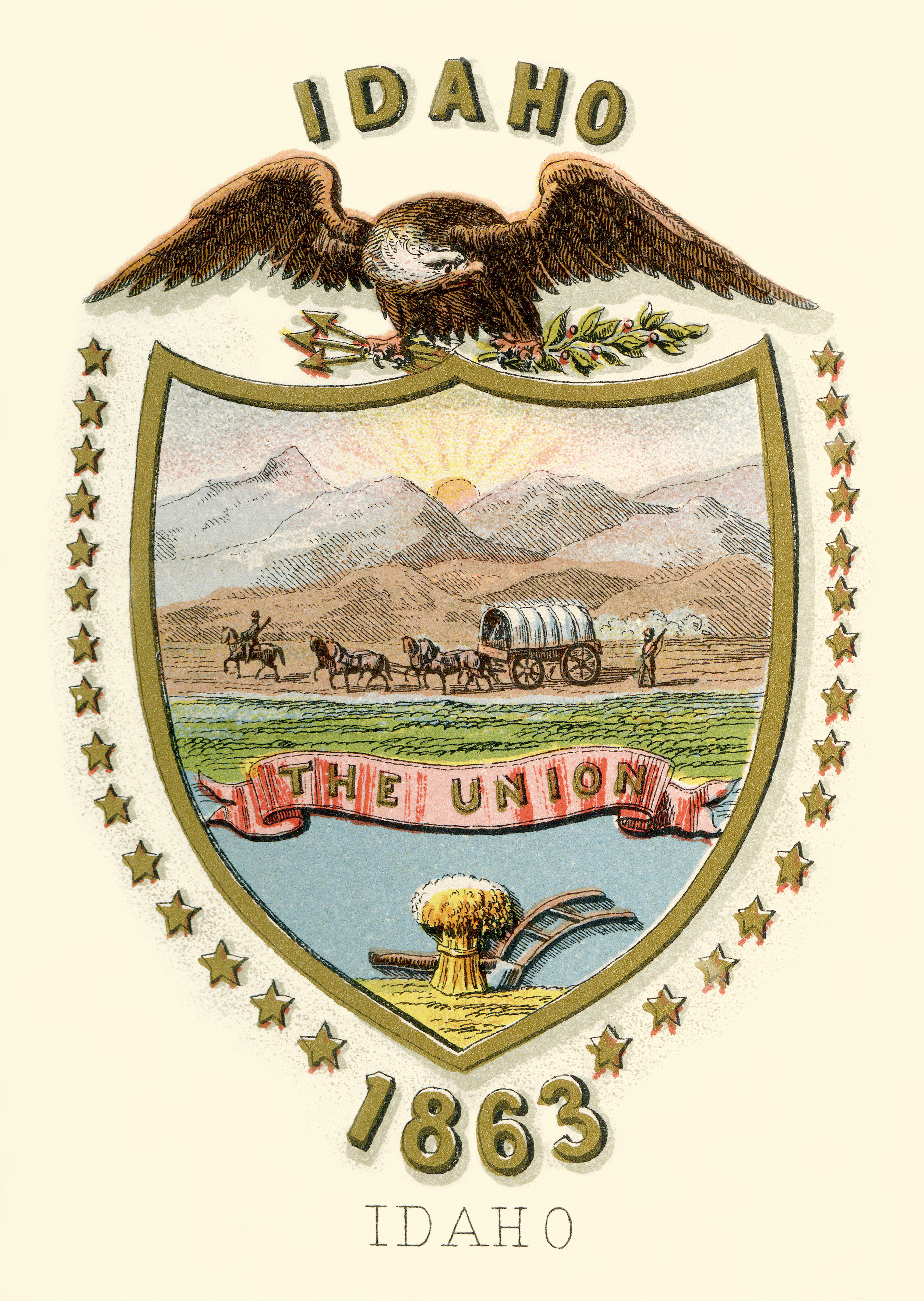
Sello del territorio de Idaho en 1876.

El Territorio de Idaho fue un territorio incorporado de los Estados Unidos que existió del 4 de marzo de 1863 hasta el 3 de julio de 1890, cuando la última porción del territorio fue admitido en la Unión como el Estado de Idaho.

## Historia

### Década de 1860
El territorio se organizó oficialmente el 4 de marzo de 1863 por Acta del Congreso, y promulgada por el presidente Abraham Lincoln. El territorio fue creado a partir de varias zonas que estaban en transición política debido a las disputas sobre la soberanía del territorio de Oregón); para 1863 el área al oeste de la divisoria continental que anteriormente formaba parte del enorme territorio de Oregón se habían añadido al costero Territorio de Washington ubicado al norte del reciente creado estado de Oregón y el resto del territorio quedó como no organizado, en tanto la mayoría de la zona este de la divisoria continental había sido trasladada al territorio de Dakota que terminaba en el paralelo 49, que se había convertido en la frontera con Canadá, entonces una posesión colonial de Gran Bretaña. 
El territorio original cubría la mayor parte de los actuales estados de Idaho, Montana y Wyoming. Era totalmente atravesado de este a oeste por la concurrida Senda de Oregón y en parte por las otras rutas de emigrantes como la Ruta de California y la Senda de los Mormones, que desde 1847 habían sido las rutas predilectas para las caravanas de carretas de los colonos que iban hacia el oeste, y de paso, a través de la división continental en la cuenca del río Snake, una puerta de enlace entre en el interior de Idaho y Oregón.
La primera capital territorial estuvo en Lewiston. Boise fue la capital territorial desde 1865.
Aunque la masacre del río Bear de 1863 producida en el actual Condado Franklin se considera que es la batalla más occidental de la Guerra Civil Americana, la conmoción causada por la Guerra Civil y Reconstrucción fueron preocupaciones lejanas en el comparativamente estable Territorio de Idaho, una situación que a su vez promovió el asentamiento de colonos.
En 1864, el Territorio de Montana se organizó a partir de la sección noreste del territorio ubicado al este de la Cordillera Bitterroot. La mayor parte de la zona sureste del territorio pasó a formar parte del Territorio de Dakota.
A finales de la década de 1860 el territorio de Idaho se convirtió en destino para los demócratas desplazados del sur que lucharon por los Estados Confederados de América durante la Guerra Civil. Estas personas estaban bien representados en las legislaturas de los principios territoriales, que a menudo se enfrentaron con los nombrados gobernadores territoriales republicanos. La lucha política interna se hizo particularmente viciosa en 1867, cuando el gobernador David W. Ballard pidió la protección de las tropas federales estacionadas en Fort Boise en contra de la legislatura territorial. En 1870, sin embargo, la lucha política se calmó considerablemente.
En 1868, las áreas al este del meridiano 111° Oeste fueron traspasados al recién creado Territorio de Wyoming. A partir de entonces el Territorio de Idaho adquirió las fronteras del Estado moderno. El descubrimiento de oro, plata y otros valiosos recursos naturales comenzó en la década de 1860, así como la realización del Ferrocarril Transcontinental en 1869, que trajo muchos inmigrantes al territorio, incluyendo trabajadores chinos que vinieron a trabajar en las minas. Cuando Idaho se acercaba a tener la condición de Estado, la minería y otras industrias extractivas se volvieron cada vez más importante para su economía. En la década de 1890, por ejemplo, Idaho exportó más plomo que cualquier otro estado.

### Década de 1870
La construcción de la Prisión Territorial de Idaho comenzó en 1870 y fue completado por 1872. La prisión fue utilizada hasta 1973. El Old Idaho State Penitentiary fue añadido a la lista del Registro Nacional de Lugares Históricos en 1974 por su importancia como Prisión Territorial. El sitio contiene en la actualidad museos y un arboretum.

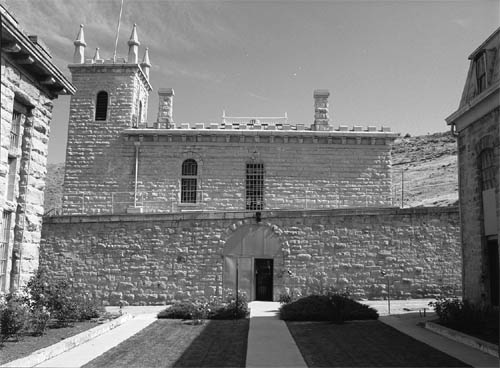
Entrada a la Vieja Penitenciaría

Casi inmediatamente después de que el Territorio de Idaho se creó, se desarrollaron un sistema de escuelas públicas y líneas de diligencias. Las poblaciones de Lewiston, Boise y Silver City ya tenían periódicos en 1865. La primera línea telegráfica llegó a Franklin en 1866, con Lewiston siendo la primera ciudad conectada en el norte de Idaho en 1874. La primera llamada telefónica en el noroeste del Pacífico se realizó el 10 de mayo de 1878, en Lewiston.
A pesar de que forman una minoría considerable, los mormones en Idaho estaban bajo la vigilancia de otros en el territorio. En 1882 notables y poderosos habitantes de Idaho exitosamente privaron a los mormones de sus derechos de voto, citando su práctica ilegal de la poligamia. Idaho fue capaz de lograr la condición de Estado unos seis años antes que Utah, un territorio con una población más grande y con un grupo mayoritario de votantes polígamos.
Había cuatro mil chinos viviendo en el territorio de Idaho desde 1869 hasta 1875. Al igual que muchos inmigrantes chinos, llegaron a "la montaña del oro" para trabajar como mineros, o encontraron trabajo como lavanderos y cocineros. El censo de 1870 informó que había 1.751 chinos en Idaho City donde conformaban cerca de la mitad de los residentes de la ciudad. Annie Lee fue una legendaria mujer de la ciudad de Idaho quien como Polly Bemis, escapó de la esclavitud de "la profesión más antigua del mundo ". Ella se escapó de un miembro de la Yeong Wo Company en la década de 1870 a Boise para casarse con su amante que era también chino. Acusado por su propietario con gran robo, le dijo al juez que le concedió la libertad "quiero quedarme en Boise City". La historia de Polly Bemis quien ayudó a resolver los asentamientos en el territorio de Idaho se convirtió en la base para la novela y la película de ficción de 1991 A Thousand Pieces of Gold que se localizó en California.

### Década de 1880
Después de la controversia por las propuestas de reubicación de la capital para dividir la región en dos las discusiones llegaron a ser extensas. En 1887 se legisló que el Territorio de Idaho estaba casi a punto de dejar de existir, pero como un favor al gobernador Edward A. Stevenson, el presidente Grover Cleveland se negó a firmar un proyecto de ley que había dividido a Idaho entre los territorios de Washington al norte y de Nevada al sur.
En 1889, la Universidad de Idaho fue adjudicada a la ciudad norteña de Moscow en lugar de su ubicación original prevista en Eagle Rock (actual Idaho Falls) en el sur. Esto sirvió para aliviar algunos de los resentimientos de los residentes del Norte de Idaho por la pérdida de la capital.
El territorio fue admitido en la Unión como el estado de Idaho el 3 de julio de 1890.
visita Idaho.

## Conformación del territorio

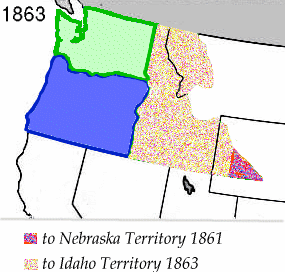
Antiguo territorio de Washington y las porciones cedidas a los nuevos territorios de Nebraska y Idaho en 1863.
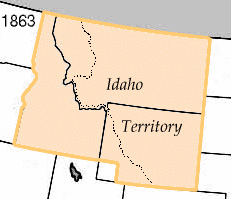
Territorio de Idaho en 1863.
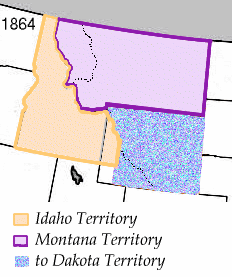
Áreas cedidas a los territorios de Montana y Dakota en 1864.
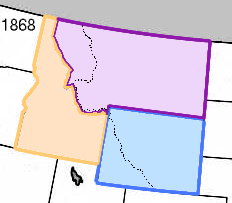
Territorios de Idaho, Montana y Wyoming en 1868.

Tierras que se convertirían en parte del Territorio de Idaho:
- Luisiana (de Francia entre 1682-1764 y 1803 y de España entre 1764-1803).
- Tierra de Rupert (del Reino Unido entre 1670-1870).
- Territorio de Oregón (codominio entre el Reino Unido y los Estados Unidos entre 1818-1846).
- Estado de Deseret, 1849-1850.
- Territorio de Nebraska, 1854-1867.
- Territorio de Jefferson, 1859-1861.
- Territorio de Dakota, 1861-1889.

Territorios que se crearon o formaron parte del Territorio de Idaho:
- Territorio de Montana, 1864-1889.
- Territorio de Dakota, 1861-1889.
- Territorio de Wyoming, 1868-1890.

Estados que abarcan tierras que antes correspondían al Territorio de Idaho:
- Estado de Montana, 1889.
- Estado de Idaho, 1890.
- Estado de Wyoming, 1890.